# Totschlagargument
Als Totschlagargument oder Killerphrase bezeichnet man umgangs- und pressesprachlich ein Scheinargument, das anstelle eines Argumentum ad veritatem vorgebracht wird, um die Aufmerksamkeit des Diskussionsgegners bzw. des Publikums vom Kern des Themas auf einen irrelevanten Nebenaspekt abzulenken. Es erscheint im Gewand der apodiktischen Aussage, dass das vom Diskussionsgegner Behauptete bzw. Geforderte ganz und gar indiskutabel sei.
Beide Ausdrücke – „Totschlagargument“ und „Killerphrase“ – haben im Deutschen etwa seit 1980 Verbreitung erlangt.
In Argumentationstheorie und Rhetorik spricht man bei derselben Sache von „Red Herrings“ bzw. Relevanzfehlschlüssen (engl. fallacies of relevance, relevance fallacies).

## Begriffsgeschichte

### Managementlehre
Der Begriff killer phrase geht auf den Management-Theoretiker Charles Clark zurück, der ihn 1958 zum ersten Mal verwendet hat. Clarks Interesse galt der von Alex F. Osborn 1939 erfundenen Ideenfindungstechnik des Brainstorming, das Clark fortzuentwickeln suchte. Als killer phrases bezeichnete er in diesem Zusammenhang solche Beiträge, die die Kreativität der Teilnehmer einer Brainstormingsitzung nicht befeuern, sondern ersticken. Beispiele:
- „Das haben wir schon immer so gemacht.“
- „Das haben wir noch nie so gemacht.“
- „Das wird nicht funktionieren.“
- „Wir haben nicht genug Zeit …“
- „Wir haben nicht genug Manpower …“
- „Wir haben nicht genug Geld …“
- „Wir haben das schon probiert …“
- „Darauf sind wir noch nicht vorbereitet …“
- „Klingt theoretisch gut, aber in der Praxis …“
- „Zu akademisch“
- „Was werden die Kunden denken?“
- „Wenn die Idee gut wäre, hätte das jemand anders schon vorher gemacht …“
- „Zu modern“
- „Zu altmodisch“
- „Lasst uns darüber ein andermal reden …“
- „Ich verstehe euer Problem nicht …“
- „Wir sind dafür zu klein.“
- „Wir sind dafür zu groß.“
- „Wir haben im Moment zu viele Projekte.“
- „Lasst uns erst eine Marktstudie machen.“

### Politologie
Nur wenig später als der Begriff Killerphrase entstand in der Politologie eine Bezeichnung für eine ganz ähnliche Sache, und zwar wiederum im Englischen: In seinem 1961 erschienenen Buch Thought Reform and the Psychology of Totalism schrieb der amerikanische Psychiater Robert Jay Lifton von „thought-terminating clichés“ (engl. für „gedankenbeendende Klischees“). In diesem Buch ging es um die eigentümliche Struktur der von der
Kommunistischen Partei Chinas geschaffenen Sprache, in der Lifton acht totalitarische Themen identifizierte, darunter das thought-terminating cliché, das er als „Anfang und Ende jeder ideologischen Analyse“ (the start and finish of any ideological analysis) definierte. Als Beispiele nannte er u. a. Schlagwörter wie „Fortschritt“, „Befreiung“, „proletarisch“, „bourgeois“, „ausbeutende Klassen“, „kapitalistisch“, „imperialistisch“.

### Die Begriffe „Totschlagargument“ und „Killerphrase“ im Deutschen
Das Wort „Totschlagargument“ lässt sich im Deutschen seit mindestens 1981 nachweisen, wo populäre Zeitschriften wie Der Spiegel und Bunte zu seiner Verbreitung beitrugen. Wie die englische Entsprechung thought-terminating cliché wurde auch dieser Begriff zunächst vor allem auf Beispiele aus der Politik angewandt. Schon in den späten 1990er Jahren begann die Anwendung sich aber auszuweiten. Der Begriff erschien nun nicht mehr nur im Zusammenhang mit politischen Sachverhalten, sondern bezeichnete zunehmend Argumente ad rem aus allen möglichen Lebensbereichen, etwa auch aus Managementlehre und Bildungswesen.
Das deutsche Wort „Totschlagargument“ wird ins Englische heute meist als „knockout argument“ übersetzt, wobei der im Englischen seit dem ausgehenden 19. Jahrhundert verbreitete Ausdruck ursprünglich weniger ein manipulatives als vielmehr ein extrem schlagkräftiges Argument bezeichnet, das ein Redner sich für den Schluss aufhebt.
Das Wort „Killerphrase“ kann im Deutschen seit mindestens 1982 nachgewiesen werden, wobei am Beginn die Clark-Rezeption stand und Killerphrasen als „Scheinargumente und Phrasen“ definiert wurden. Schon sehr früh wurde der Kontext des Clarkschen Brainstorming aber auch verlassen und der Terminus „Killerphrase“ verwendet, um – generell – rücksichtsloses taktisches, allein aufs Gewinnen angelegtes Argumentieren zu bezeichnen, mit der Folge, dass ein Bedeutungsunterschied zwischen „Totschlagargument“ und „Killerphrase“ im Deutschen heute kaum noch zu erkennen ist.
Mitte der 1980er Jahre fand im Deutschen auch der Ausdruck TINA-Prinzip (für There Is No Alternative, „es gibt keine Alternative“) Verbreitung. Während „Totschlagargumente“ und „Killerphrasen“ solche Argumente ad rem bezeichnen, mit denen Unerwünschtes als indiskutabel gebrandmarkt werden soll, geht es beim „TINA-Prinzip“ umgekehrt darum, etwas Erwünschtes als über jede Kritik erhaben herauszustellen. Auch hier handelt es sich um einen nicht fachsprachlichen Sprachgebrauch und in der Sache meist um Argumente ad rem. Bekannt geworden ist es in Deutschland durch den von Bundeskanzlerin Angela Merkel verwendeten Ausdruck „alternativlos“.
Die drei Sätze „Das haben wir schon immer so gemacht“, „Das haben wir noch nie so gemacht“ und „Da kann ja jeder kommen“ werden im Deutschen umgangssprachlich auch als „Beamten-Dreisatz“ bezeichnet.